# Strobilanthes aborensis
Strobilanthes aborensis är en akantusväxtart som beskrevs av Stephen Troyte Dunn. Strobilanthes aborensis ingår i släktet Strobilanthes och familjen akantusväxter. Inga underarter finns listade i Catalogue of Life.